# Sankt Radegund
Sankt Radegund osztrák község Felső-Ausztria Braunau am Inn-i járásában. 2018 januárjában 589 lakosa volt.

## Elhelyezkedése

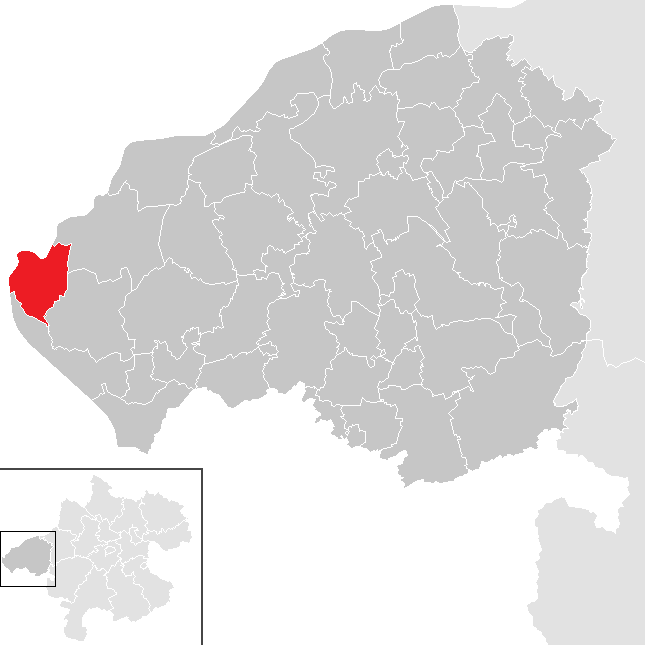
Sankt Radegund a Braunau am Inn-i járásban

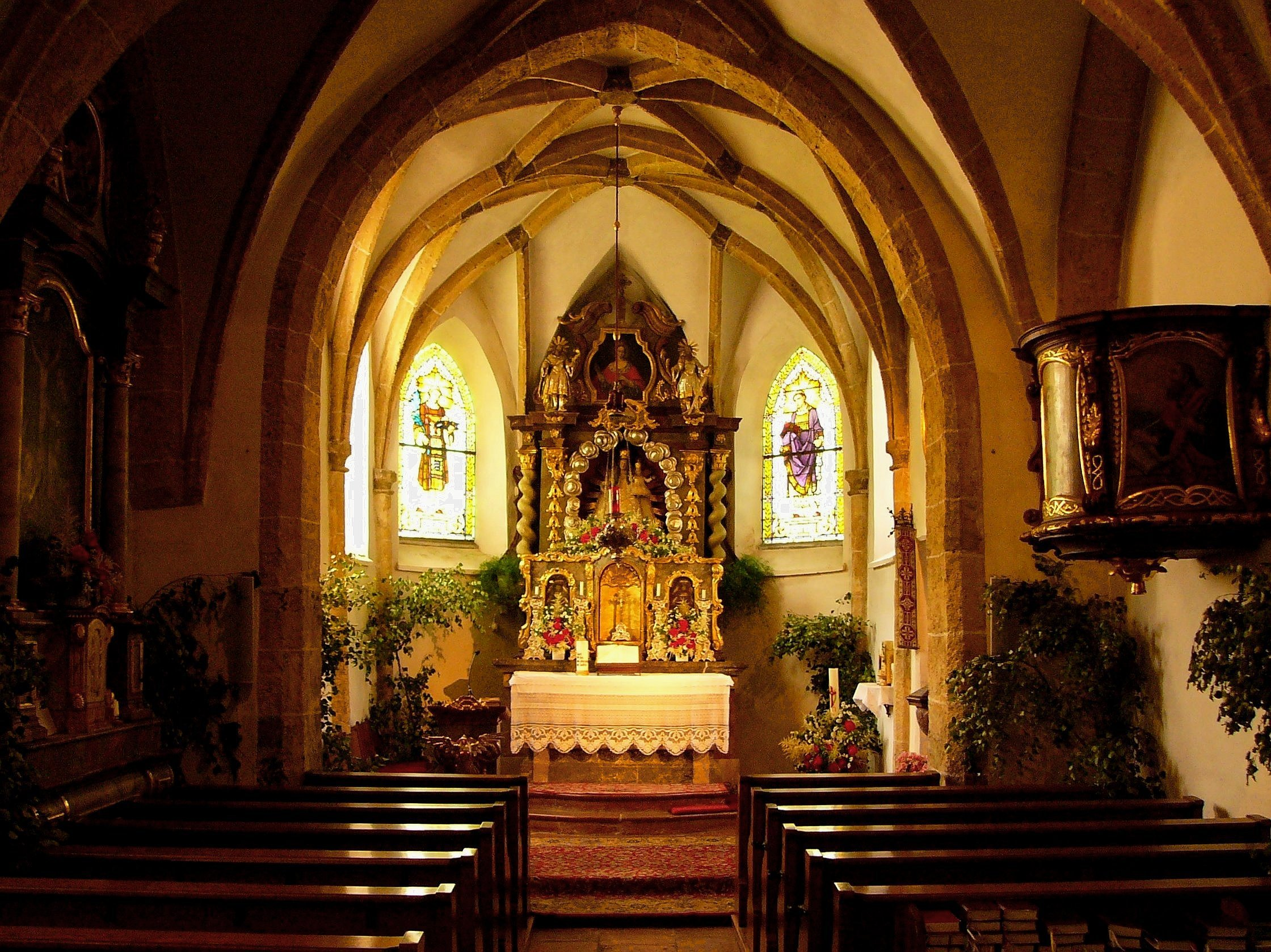
A templom belső tere

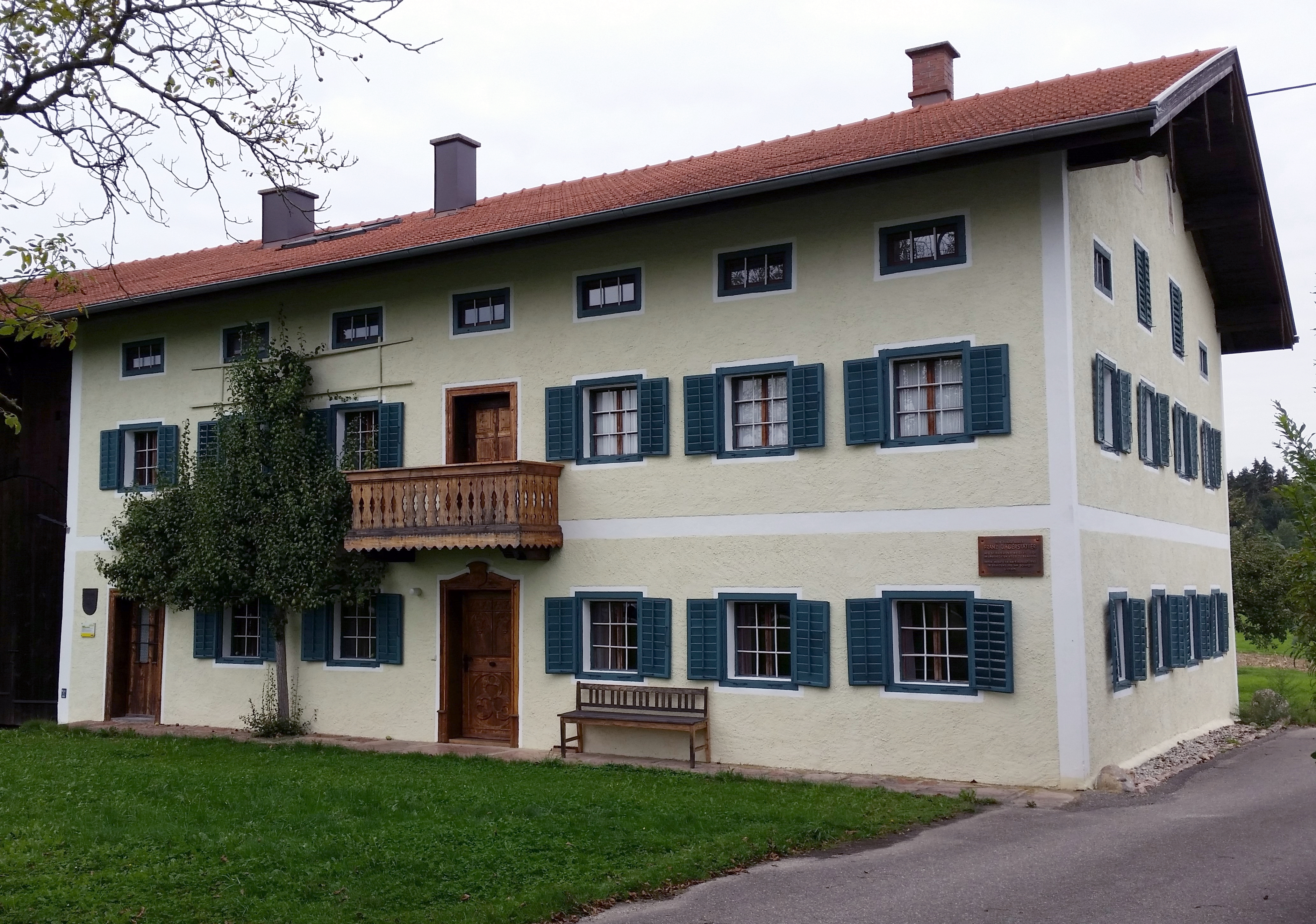
A Franz Jägerstätter-múzeum

Sankt Radegund Felső-Ausztria Innviertel régiójában fekszik a Salzach folyó jobb partján, közvetlenül a német határ mentén. Területének 71,5%-a erdő, 21,8% mezőgazdasági művelés alatt áll. Az önkormányzat 7 településrészt és falut egyesít: Biri (191 lakos 2018-ban), Eichbichl (8), Ettenau (5), Hadermarkt (83), Schwabenlandl (40), St. Radegund (260) és Werfenau (2).
A környező önkormányzatok: északkeletre Hochburg-Ach, délkeletre Tarsdorf és Ostermiething, délre Tittmoning, északnyugatra Burgkirchen an der Alz, északra Burghausen (utóbbi három Németországban).

## Története
St. Radegund első említése 1372-ből származik, amikor II. István bajor herceg száz pfenniget adományozott a itteni, Szt. Radegundnak szentelt kápolnának. A kápolnát 1422-ben templommá bővítették. A régió egészen a bajor örökösödési háborút lezáró, 1779-es tescheni békéig Bajorországhoz tartozott, de ekkor Ausztria elcsatolta. 1782-ben II. József egyházreformja során St. Radegund önálló egyházközséggé vált. A napóleoni háborúk során a régió a franciákkal szövetséges Bajorországhoz került, majd Napóleon bukása után ismét Ausztriáé lett.
A köztársaság 1918-as megalakulásakor St. Radegundot Felső-Ausztria tartományhoz sorolták. Miután Ausztria 1938-ban csatlakozott a Német Birodalomhoz, az Oberdonaui gau része lett; a második világháború után visszakerült Felső-Ausztriához. A község az első világháborúban 37, a másodikban 57 lakosát vesztette el. 

## Lakosság
A Sankt Radegund-i önkormányzat területén 2018 januárjában 589 fő élt. A lakosságszám 1910 óta ezen a szinten stagnál. 2016-ban a helybeliek 91,7%-a volt osztrák állampolgár; a külföldiek közül 6,3% a régi (2004 előtti), 1,9% az új EU-tagállamokból érkezett. 2001-ben a lakosok 95,3%-a római katolikusnak, 1% evangélikusnak, 2,8% pedig felekezeten kívülinek vallotta magát. 

## Látnivalók
- a Szt. Radegund-plébániatemplom
- a Franz Jägerstätter-múzeum
- a Heilbründl-kápolna
- a pestisoszlop

## Híres st. radegundiak
- Franz Jägerstätter (1907–1943) a második világháborúban szolgálatmegtagadásért kivégezték, a katolikus egyház boldoggá avatta

## Fordítás
- Ez a szócikk részben vagy egészben  a   St. Radegund című német Wikipédia-szócikk ezen változatának fordításán alapul.  Az eredeti cikk szerkesztőit annak laptörténete sorolja fel. Ez a jelzés csupán a megfogalmazás eredetét és a szerzői jogokat jelzi, nem szolgál a cikkben szereplő információk forrásmegjelöléseként.